# Lotje (stripfiguur)
Lotje is een teckel uit de eenpaginastrip Jan, Jans en de kinderen. Hij is een van de vaste huisdieren van de familie Tromp, samen met de Rode Kater, de Siamees Loedertje en de pony Kobus. 

## Achtergrond
Lotje was gebaseerd op een van de huisdieren van striptekenaar Jan Kruis, net als de andere vaste dieren in de strip. 
Ondanks zijn vrouwelijke naam is Lotje een reu, maar in sommige van de strips die door Studio Kruis zijn gemaakt wordt hij wel als vrouwtje omschreven. 

## Verhaallijnen
Lotje is zich bewust van zijn herkomst en voelde zich lange tijd een afstammeling van de wolf. Echter, na het lezen van een schoolboek van Karlijn over Napoleon Bonaparte heeft Lotje een album lang gedacht dat hij zelf Napoleon was. Hij droeg een steek, gemaakt van een oude krant. In album 20 is hij overgegaan op Diego Armando Maradona. Ook heeft hij nog een tijdje gedacht dat hij Sinterklaas was. Een andere korte flirt met een alter-ego was dat Lotje zichzelf als Koning Willem de vierde zag. In album 24 is Lotje weer zichzelf geworden. 
In een van de laatste albums beeldde Lotje zich even opnieuw in Napoleon te zijn, maar dat veranderde twee pagina's lang in 'Superlotje'. 
Lotje is verliefd op Josephine, maar zij ziet hem niet staan.

## Varia
- In 2019 werd Lotje door de Stichting Hondenspeeltuin Midden-Drenthe uitgeroepen tot "Dog of Fame".[1]